# De Havilland Vampire
De Havilland DH.100 Vampire was een eenmotorig gevechtsvliegtuig ontwikkeld en geproduceerd door De Havilland Aircraft Company dat in 1945 werd ingevoerd bij de Royal Air Force (RAF). Het was na de Gloster Meteor de tweede straaljager van de RAF. Toen het toestel in gebruik werd genomen was de Tweede Wereldoorlog reeds beëindigd en het heeft daarom geen rol gespeeld bij de overwinning op nazi-Duitsland. Het Britse publiek maakte kennis met het vliegtuig tijdens de overwinningsfestiviteiten van 8 juni 1946.

## Ontwikkeling
Omdat de vroege turbojets te weinig vermogen hadden werd een eenmotorige straaljager aanvankelijk niet haalbaar geacht. Dit veranderde met de introductie van de De Havilland Goblin van Frank Halford, een vroege straalmotor met wel voldoende stuwvermogen. Halford was in april 1941 begonnen met het ontwerp van de Goblin en De Havilland Aircraft Company werd vervolgens verzocht een passend toestel te ontwikkelen. De Havilland borduurde met succes voort op de ervaring die zij hadden opgedaan met hun Mosquito en op 20 september 1943 vloog de eerste Vampire.

## Inzet

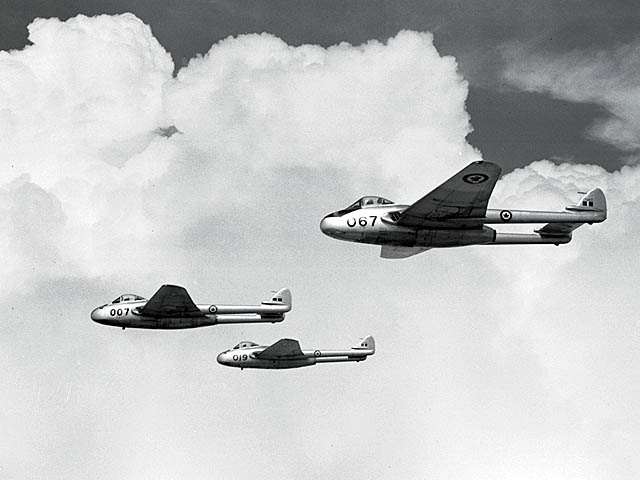
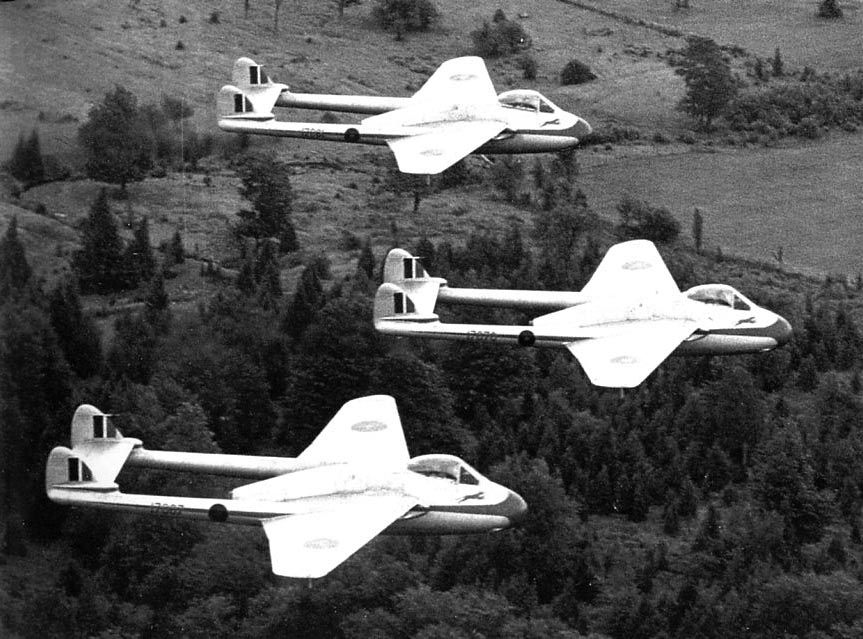
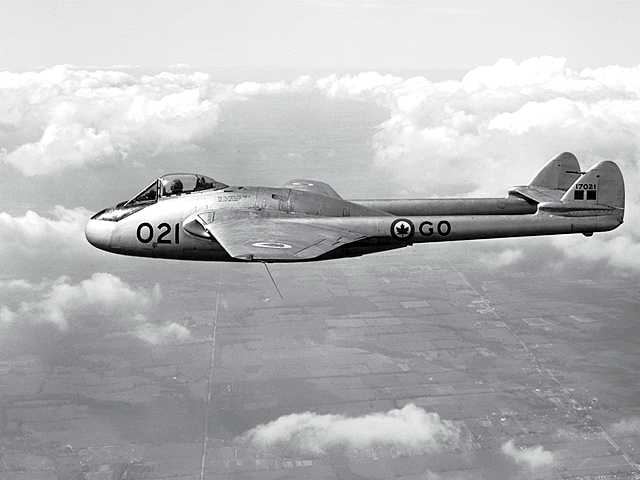

De Vampire was een veelzijdig vliegtuig dat veel records neerzette: het eerste Britse toestel dat meer dan 800 km/h vloog, het eerste vliegtuig dat een hoogte haalde van 18.119 meter en de eerste straaljager die de Atlantische Oceaan overbrugde. Bij de Westerse strijdkrachten werd het tot 1955 ingezet voor gevechtsfuncties en daarna werd het tot 1965 gebruikt als trainingstoestel. In andere landen fungeerde het echter een stuk langer als wapen. In 1965, tijdens de Tweede Kasjmiroorlog tussen India en Pakistan, namen de Vampires van India het op tegen de F-86 Sabres van Pakistan. Toen bleek dat de Vampires geen partij vormden voor de Sabres werden zij ook in India uitgefaseerd. In de strijd tegen de meerderheidsoppositie, eind jaren zeventig, gebruikte het Rhodesische regime als laatste het toestel.

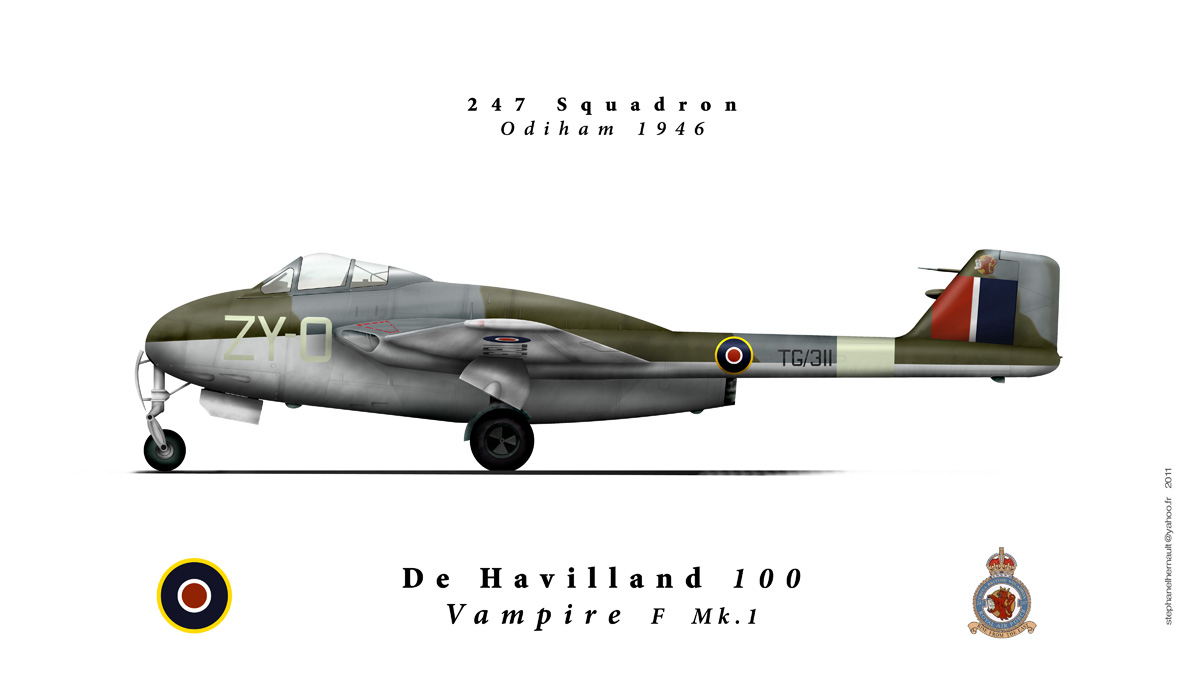
Vampire Mk1
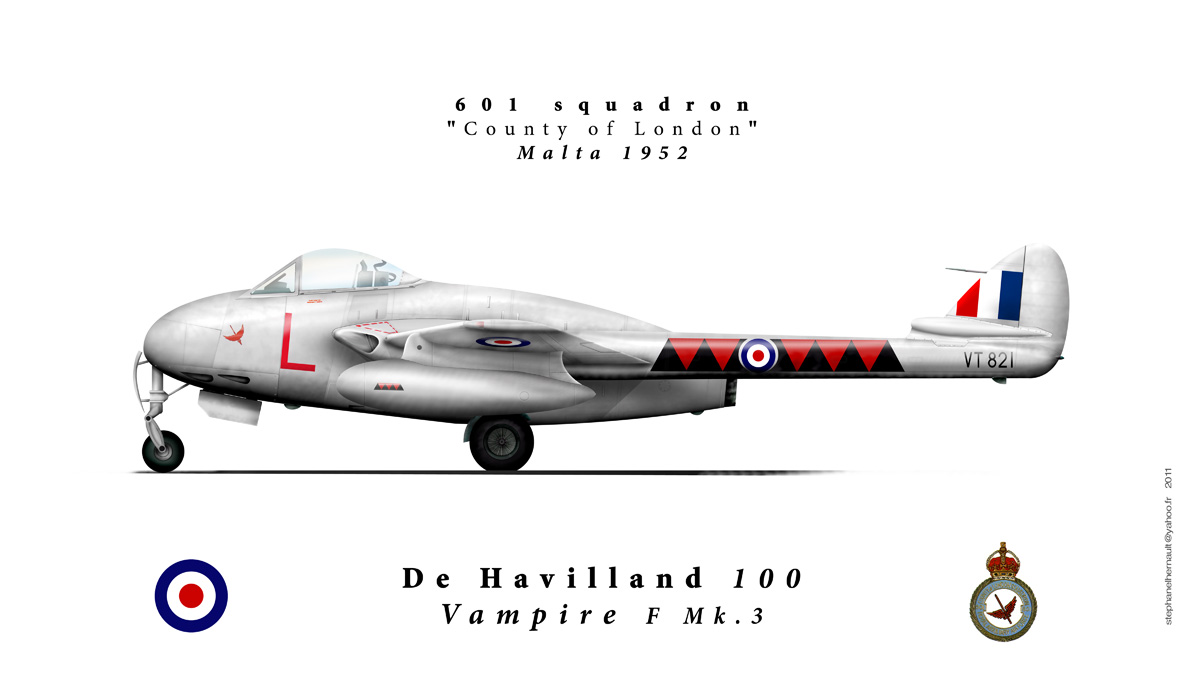
Vampire Mk3
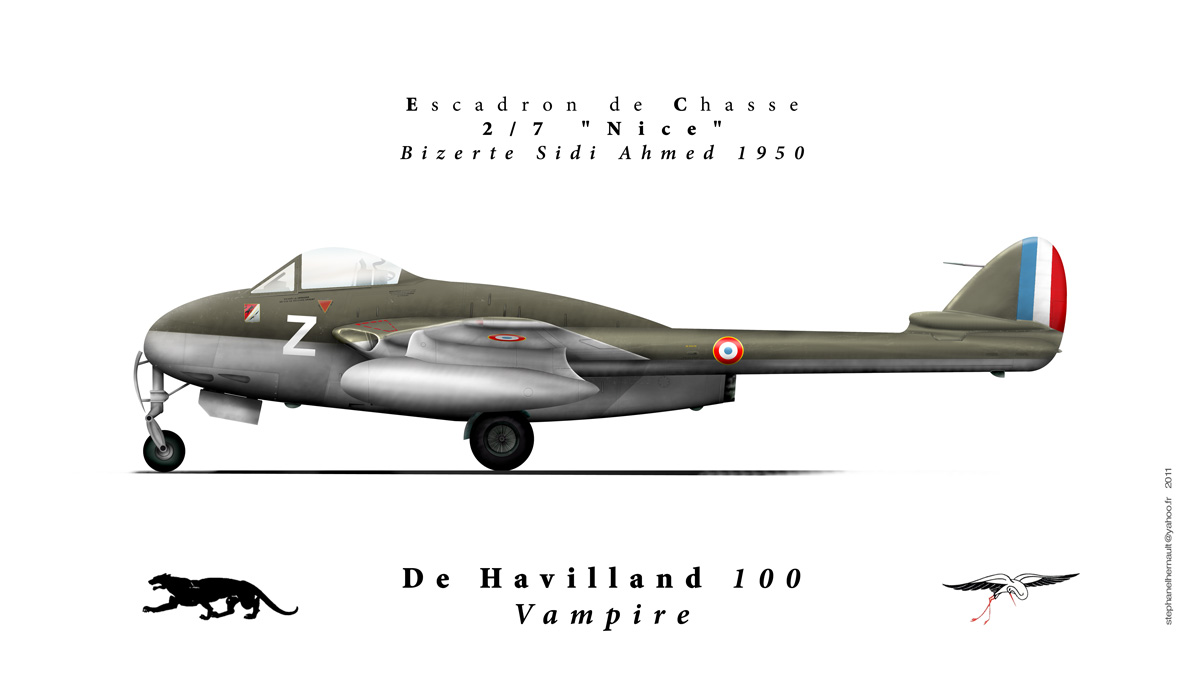
Vampire Mk5
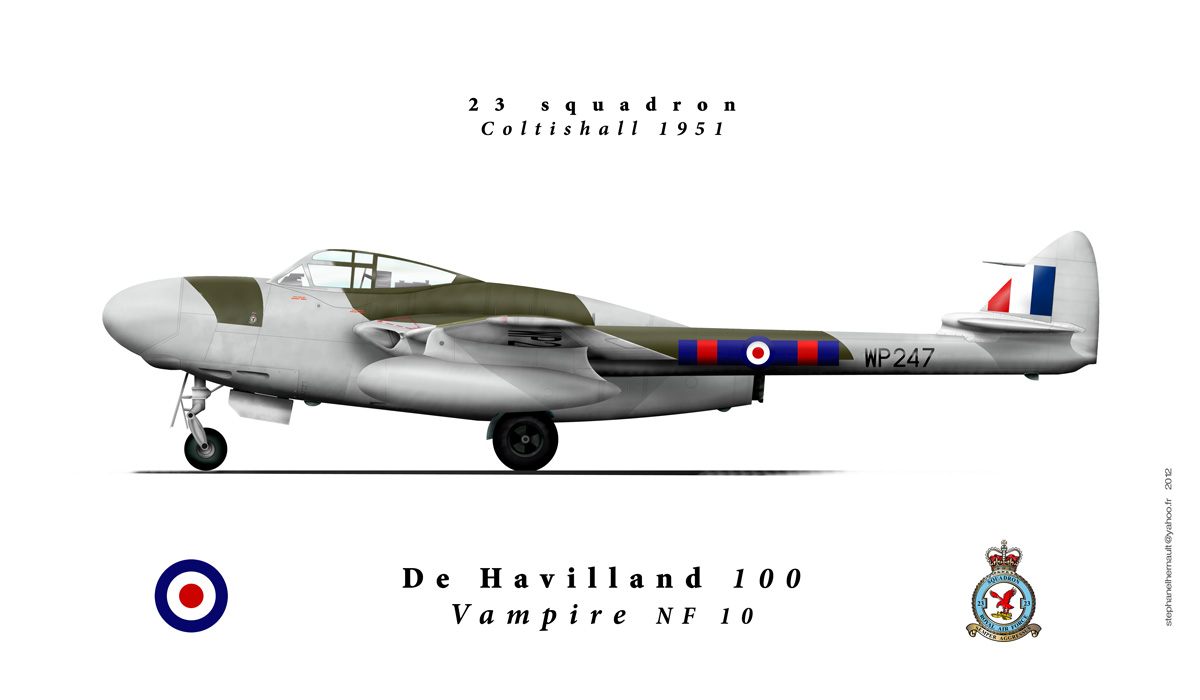
Vampire NF10
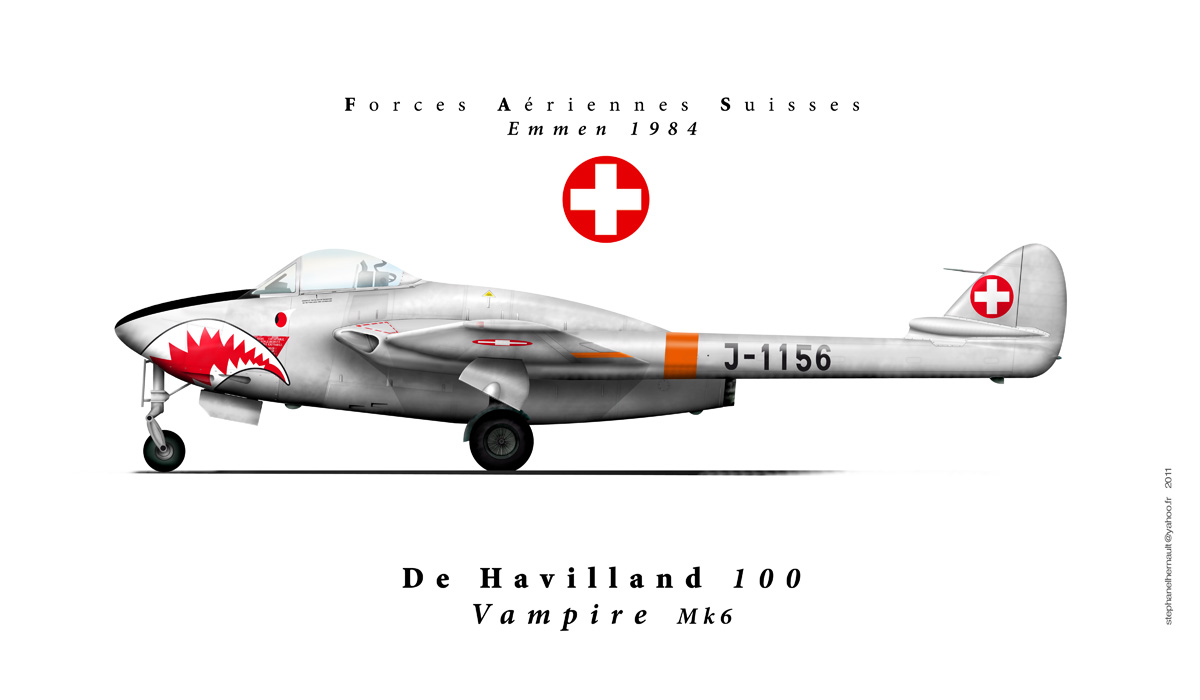
Vampire Mk6
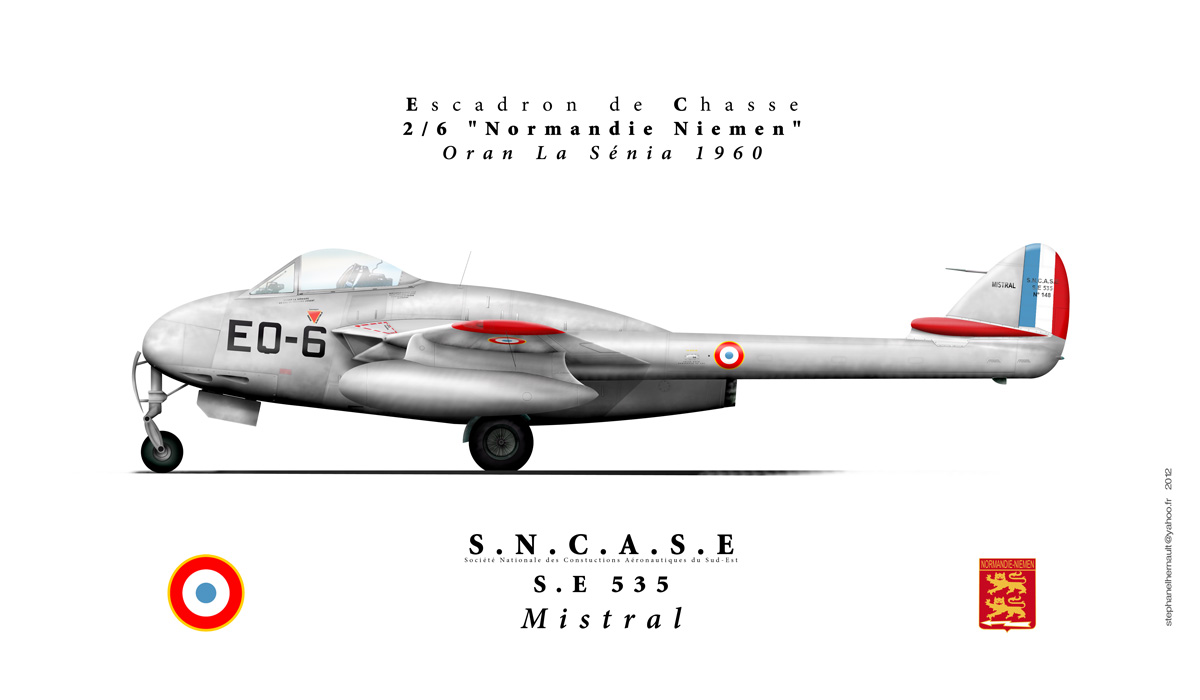
SNCASE Mistral